# 尾沢池
尾沢池（おざわいけ、おざわ の いけ、英語: Ozawa Pond）は、日本の池。

## 概要
尾沢池は、静岡県掛川市に所在する池である。佐束山の山麓に位置している。農業用水を確保するための溜池として利用されており、貯水量は1万8660立方メートルに達する。取水された農業用水は周辺の田畑を潤しており、その受益面積は30.0ヘクタールに及ぶ。利用している農家の戸数は、1984年当時で35戸とされている。池の周辺には、ミオス菊川カントリークラブが立地するなど、観光地として整備されている。クラブハウスは池の程近くに建てられており、クラブハウスや駐車場から池を望むことができる。
なお、尾沢池の所在地は静岡県掛川市小貫であるが、2005年4月1日の合併以前は静岡県小笠郡大東町小貫であった。大東町においては、行政区である上佐束区の区長が、尾沢池の管理者として指定されていた。

## 来歴

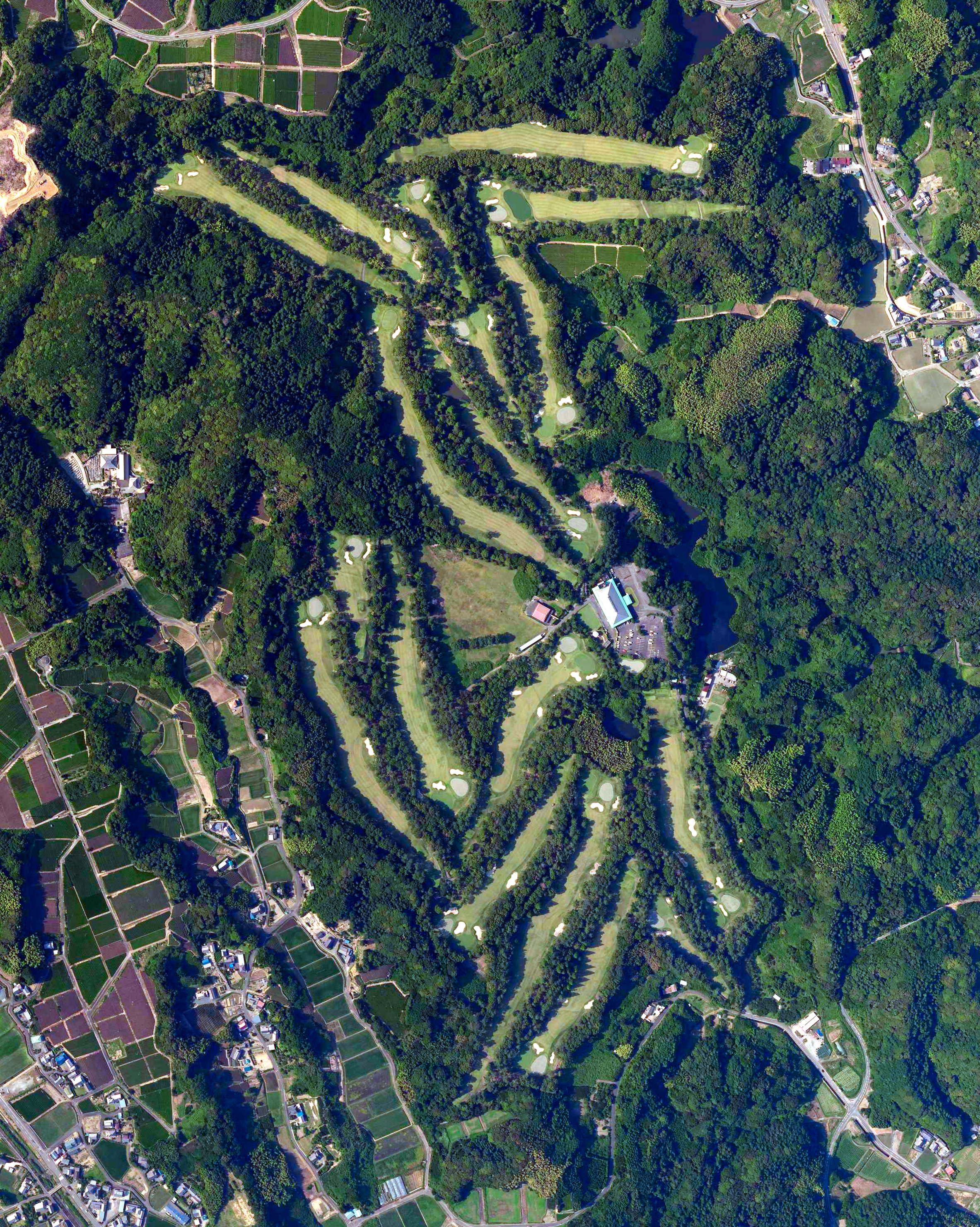
ミオス菊川カントリークラブと尾沢池の航空写真（2020年6月16日撮影）

尾沢池の所在地は、小貫川や佐束川など菊川水系に程近い地域である。菊川水系の周辺一帯は、低い平地に多くの支流が流れ込んでいることから、洪水が頻繁に発生してきた。また、この一帯は豊かな水源に恵まれておらず、旧来から農業用水の確保が課題となっていた。こうしたことから、この一帯の住民らは山地に溜池を造成するなど、水の確保に苦心していた。特に、静岡県小笠郡大東町（のちの掛川市）において、農業に要する水は、尾沢池のような溜池や河川からの取水に頼っていた。その後、大井川右岸用水の完成にともない、大東町の農地はこの用水の恩恵を受けるようになり、水の利便性は飛躍的に向上した。
しかし、尾沢池のような溜池は、その後も継続して使用されており、その重要性は失われていない。また、これらの溜池は山地に設けられていることから、大雨や洪水などの際には調整池としての役割も果たしており、治山や治水の観点からも重要な存在となっている。
池の周囲は人家も疎らであり、山林や田畑に囲まれた地であった。しかし、昭和40年代に入ると、ミナミ無線電機が池周辺のレジャー開発に乗り出すなど、レジャースポットとしても注目を集めるようになった。ミナミ無線電機は、池に隣接した地にゴルフ場を新設することを決定し、その造成工事に着手した。その結果、1974年10月10日に、ミナミ菊川カントリークラブがオープンした。1984年には、この地で第52回日本プロゴルフ選手権大会が開催されている。その後、経営権がミナミ無線電機からミオスグループに移ったことから、ミナミ菊川カントリークラブは「ミオス菊川カントリークラブ」に改称した。2024年4月9日には「掛川カントリークラブ」に改称された。